# Festival da Canção Portuguesa 1960
O II Festival da Canção Portuguesa foi o segundo Festival da Canção Portuguesa, que teve lugar no dia 31 de maio de 1960 no Coliseu do Porto e que depois foi repetido no Theatro Circo de Braga no dia seguinte.

## Festival
30 meses após o 1º Festival, o II Festival da Canção Portuguesa era realizado no Porto na noite de 31 de maio de 1960. No entanto, este festival passou quase despercebido em Lisboa, uma vez que não foi devidamente anunciado à imprensa. Os jornais e revistas noticiaram muito brevemente o festival mas outras, como a Estúdio e a Plateia, nem sequer se referiram ao concurso. Por isso, Motta Pereira, organizador do festival, foi alvo de várias críticas por parte da imprensa. Todavia, o festival não foi um fracasso: teve a sala esgotada e foi o primeiro festival da canção português a atribuir classificações às canções a concurso. Além disso, foi este espetáculo que projetou a carreira de António Calvário.
O II Festival foi integrado nos festejos do "Maio Florido" e foi repetido no Theatro Circo de Braga no dia seguinte à sua realização no Porto. O concurso foi dividido em três partes: a primeira apresentou seis composições de novos autores e as outras duas, dez composições de autores já consagrados. No entanto, apenas as seis composições de novos autores estavam a concurso, ficando as restantes dez fora da competição.
Na primeira parte participaram Maria Candal, Maria do Espírito Santo, Maria Marize, Guilherme Kjölner, Rogélia Paulo e Madalena Iglésias. Nas segunda e terceira partes contou-se com a participação de Isabel Wolmar, Luís Piçarra, António Calvário, Maria Teresa (Teresinha), Simone de Oliveira, Madalena Iglésias, Artur Ribeiro, Maria de Lourdes Resende, José António e Alice Amaro.
Dos seis intérpretes que estavam a concurso, foi Guilherme Kjölner quem venceu o festival com "Canção do Pastor", seguido por Rogélia Paulo e Maria Marize, respetivamente.

#### 1ª parte (novos autores)
| #  | Artista                 | Canção             | Lugar |
| -- | ----------------------- | ------------------ | ----- |
| 1º | Maria Candal            | "Crucifixo"        |       |
| 2º | Maria do Espírito Santo | "Lisboa Enamorada" |       |
| 3º | Maria Marize            | "Ver e Amar"       | 3º    |
| 4º | Guilherme Kjölner       | "Canção do Pastor" | 1º    |
| 5º | Rogélia Paulo           | "Lisboa Moderna"   | 2º    |
| 6º | Madalena Iglésias       | "Perdão"           |       |

#### 2ª e 3ª partes (autores consagrados)
| #   | Artista                  | Canção                            |
| --- | ------------------------ | --------------------------------- |
| 1º  | Isabel Wolmar            | "O Estoril é você"                |
| 2º  | Luís Piçarra             | "Amar é sina"                     |
| 3º  | António Calvário         | "Regresso"                        |
| 4º  | Teresinha                | "À porta da casa do Nosso Senhor" |
| 5º  | Simone de Oliveira       | "Nasci contra o vento"            |
| 6º  | Madalena Iglésias        | "A mal ou a bem"                  |
| 7º  | Artur Ribeiro            | "Lisboa"                          |
| 8º  | Maria de Lourdes Resende | "Canção de embalar"               |
| 9º  | José António             | "Val' do Vouga Verde"             |
| 10º | Alice Amaro              | "Olhos azuis"                     |